# Delilah Bon

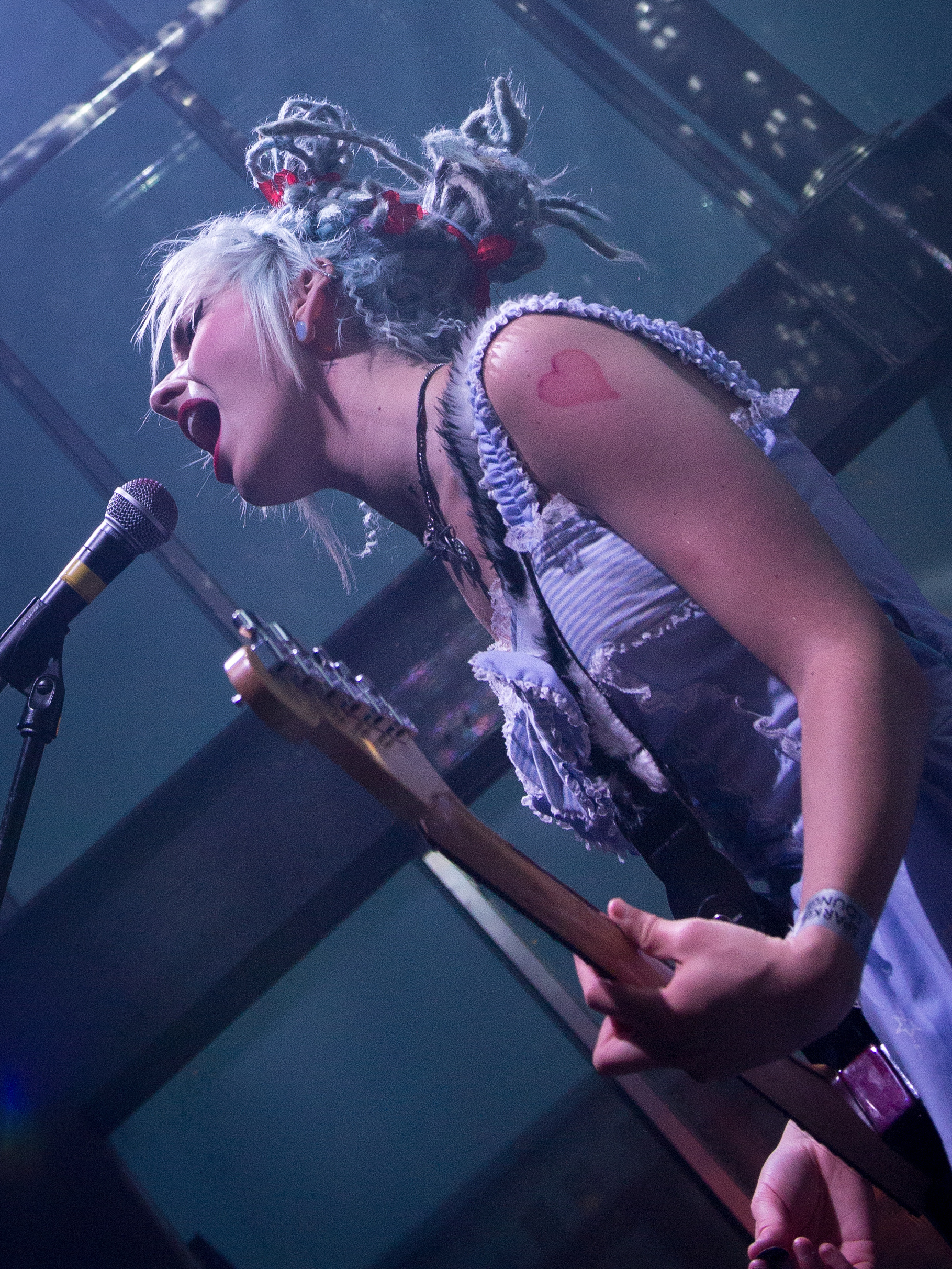
Lauren Tate bei einem Hands-off-Gretel-Auftritt 2015

Delilah Bon (* 8. März 1997 in Barnsley, Yorkshire, Vereinigtes Königreich) ist das Pseudonym der britischen Hip-Hop- und Punk-Künstlerin Lauren Tate.  Sie ist auch als Frontfrau der Grunge-Band Hands off Gretel bekannt.

## Musikstil und Texte
Bons Musik erstreckt sich über mehrere Genres, darunter Hip-Hop der 2000er, melodischer Rap und Nu-Metal. Sie verwendet verschiedene Stile in ihren Liedern, und wechselt oft zwischen Screamen, Rappen und Singen. In Interviews nannte sie Künstler wie P!nk, Xtina, Bikini Kill, die Destillers, Slipknot, Korn, Salt N Pepa, Rico Nasty und Eminem als ihre Inspirationen.
Mit ihren Texten behandelt sie Themen wie soziale Ungerechtigkeit, sexuelle Belästigung, die spezifischen Erfahrungen von Mädchen und nicht-binären Personen, sowie andere allgemein feministische Themen. Ihre Kunst dient auch dazu, aktuelle Ereignisse zu verarbeiten: Ihr Song „Dead Men Don't Rape“ war Bons Reaktion auf die Aufhebung von Roe v. Wade in den Vereinigten Staaten.

Auf die Frage nach der Hauptbotschaft und den Werten hinter ihrer Musik sagt Delilah Bon:

## Karriere
Angespornt von all den sexuellen Übergriffen und sozialen Ungerechtigkeiten, die Lauren Tate während ihrer Zeit mit Hands off Gretel miterlebte und erlitt, begann sie ihre Wut in Form von Texten auszudrücken und die resultierenden Songs aufzunehmen – zunächst nur für sich selbst gedacht. Als sie erkannte, dass auch andere sich von ihrer neuen Musik gestärkt fühlen würden, begann sie, ihre neuen Werke zu veröffentlichen und schuf ihr Alterego Delilah Bon.
Ihren ersten Song „Devil“ veröffentlichte sie im Juli 2020, gefolgt von mehreren anderen Tracks. Im Mai 2021 veröffentlichte sie ihr Debütalbum „Delilah Bon“. Ihre Debüttour folgte im Herbst 2022.
Ende 2023 trat Bon in Frankreichs größter Musik-TV-Show „Taratata“  mit ihrem Song „War on Women“ sowie für einen Song mit Shaka Ponk auf und gab ein Interview, in dem sie ankündigte, an einem zweiten Album zu arbeiten.

## Auszeichnungen und Nominierungen
Delilah Bon wurde 2023 für die britischen Heavy Music Awards in der Kategorie „Bester britischer Newcomer“ nominiert. Sie konkurrierte mit Cody Frost, Lake Malice, Kid Bookie, As December Falls, Blackgold und ZAND. Am Ende gewann in dieser Kategorie As December Falls.

## Diskografie

### Studio-Album
- Delilah Bon (Trash Queen Records, 2021)[7]
- Evil, Hate Filled Female (Trash Queen Records, 2024)

### Singles/EPs
- Maverick (Trash Queen Records, 2024)[7]
- Witch ft. ALT BLK ERA (Trash Queen Records, 2023)[13]
- Brat (Trash Queen Records, 2023)[7]
- I Wish a Bitch Would (Trash Queen Records, 2023)[7]
- Dead Men Don't Rape (Trash Queen Records, 2022)[7]
- My Family (Trash Queen Records, 2022)[7]
- I Don't Listen to You (Trash Queen Records, 2021)[7]
- School (Trash Queen Records, 2020)[7]
- Godzilla (Trash Queen Records, 2020)[7]
- Where My Girls At? (Trash Queen Records, 2020)[7]
- Chun-Li (Trash Queen Records, 2020)[7]
- Chop Dicks (Trash Queen Records, 2020)[7]
- Homework (Trash Queen Records, 2020)[7]
- Bad Attitude (Trash Queen Records, 2020)[7]
- Devil (Trash Queen Records, 2020)[7]

### Veröffentlichungen als Lauren Tate
Studio-Alben
- Songs for Sad Girls (Trash Queen Records, 2019)[14]
- Love Songs (Lauren Tate, 2016)[15]
- The Bankrupt Sessions (Lauren Tate, 2013)[15]

Singles/EPs
- Trapped in My Skin (Lauren Tate, 2014)[15]
- My Reflection (Lauren Tate, 2014)[15]

MP3 Singles
- You Know I'm No Good (Lauren Tate, 2017)[15]
- What's Up (Lauren Tate, 2017)[15]
- Dear Mr President (Lauren Tate, 2017)[15]
- Down in a Hole (Tribute to Layne Staley) (Lauren Tate, 2017)[15]